# グィード・カンテッリ

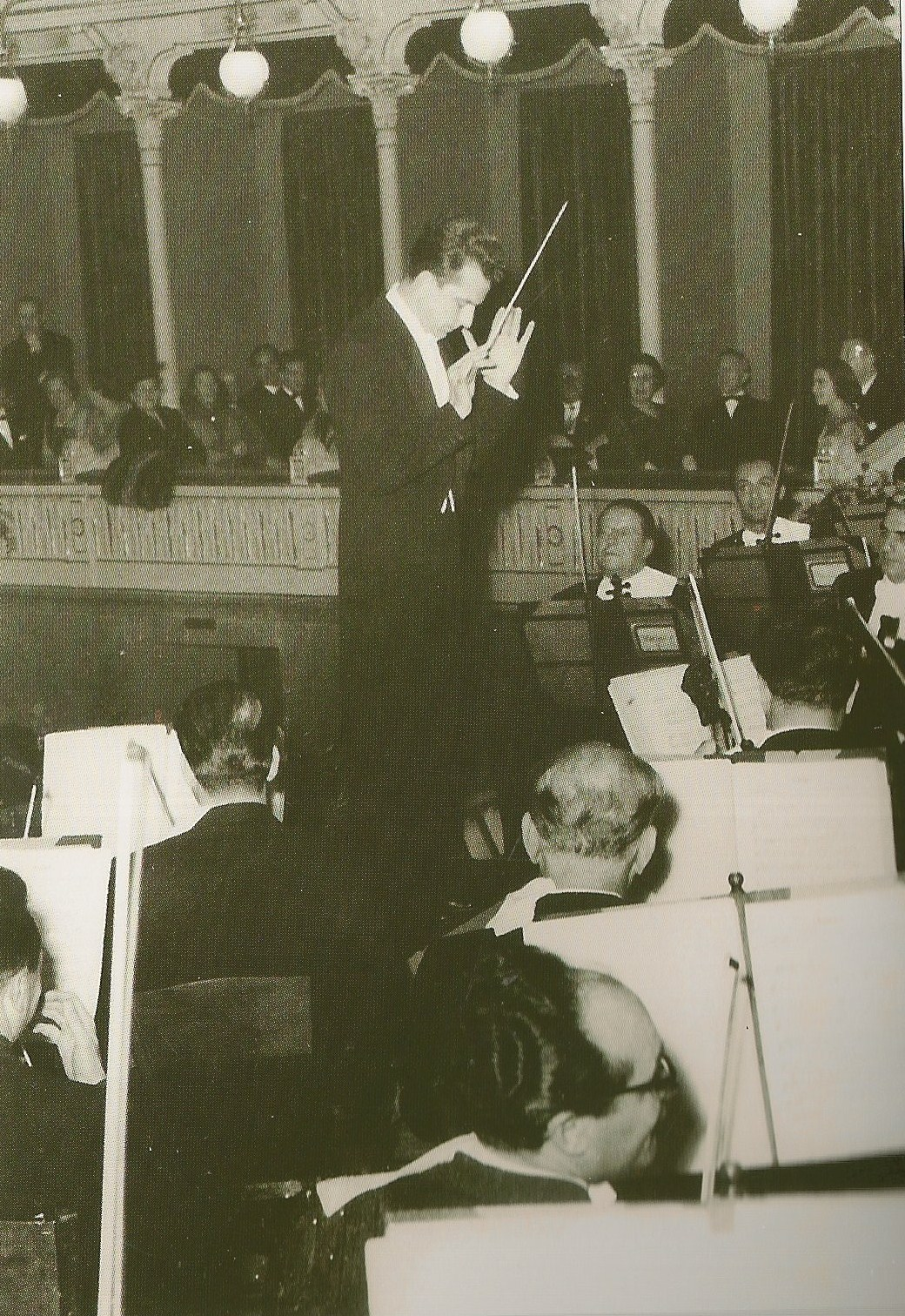
スカラ座管弦楽団を指揮するグィード・カンテッリ（1956年11月17日）。このわずか一週間後に死を迎えることになる

グィード・カンテッリ（Guido Cantelli, 1920年4月27日 - 1956年11月24日）はイタリアの指揮者。36歳でフランスで飛行機事故により不慮の死を遂げた。短い一生の間に、ヨーロッパの多くの有名な歌劇場ばかりでなく、アメリカ合衆国や南アフリカ共和国でも活動した。

## 生涯
ミラノ近郊の町ノヴァーラのイタリア軍軍楽隊長の息子として生まれる。初めはピアノを習い、14歳の時には早くも「天才少年ピアニスト」としてデビューしている。その後、ミラノ音楽院に進学し、指揮と作曲を学んだ。
23歳で地元ノヴァラの歌劇場の芸術監督に任命されるなど、早くも将来を嘱望されていた。しかし、就任直後にイタリア軍により強制的に召集される。当時のイタリアは降伏間際の混乱の最中にあり、ムッソリーニが7月25日に失脚すると、どさくさに紛れて進駐してきたナチス・ドイツ軍にレジスタンスなどとして対決する兵士、逆にムッソリーニ側のサロ共和国に身を投じる兵士、兵器を捨ててさっさと帰郷する兵士が続出した。
カンテッリが所属した部隊はサロ共和国とドイツ軍に味方することになったが、当のカンテルリがこれに反発。ドイツ軍に逮捕されドイツ各地の収容所を転々と移動させられた。しかし移動途中に病気にかかり、ボルツァーノの病院に収容された後脱走に成功。ミラノでレジスタンス運動活動に身を投じることになった。しかし、サロ共和国派の団体に逮捕され処刑されかかったが、収容所で集団脱走が発生、カンテッリを含む2人だけが脱走に成功した。程なくしてイタリアは無条件降伏。カンテッリも晴れて自由を謳歌できることとなった。
レジスタンス運動に身を置いていた時も、（「お尋ね者」だったため）偽名を使いつつ音楽活動を続けていた。戦後の1945年1月、スカラ座オーケストラを初めて指揮し、それを初めとしてイタリア各地のオーケストラを次々と指揮するようになる。イタリア人の若手指揮者としては、年上であるカルロ・マリア・ジュリーニらを差し置いて、指揮界の当時の長老アルトゥーロ・トスカニーニの後継者と目されており、トスカニーニ自身もカンテッリの演奏とレジスタンス参加時のエピソードに感銘を受け、大きな期待を寄せていた。
1948年に両者は初めてスカラ座で顔を合わせ、トスカニーニの招きで1949年1月15日にNBC交響楽団を指揮し、アメリカ・デビューを飾った。1950年にカンテッリがNBC交響楽団に客演した際、トスカニーニはカンテッリ夫人イリスに宛てて、次のように書き送っている。

グィード君の大成功についてあなたに報告できることを心から嬉しく思っています。彼を私のオーケストラに紹介してよかった。楽団員たちも、私と同じように、彼のことが好きになりました。私は長い経歴の中で、これほど才能のある若者に出逢ったことがありません。彼はきっと成功します、この先きっと。1

その1950年9月には、英HMV最初のLPレコードの演奏家として選ばれ、チャイコフスキーの交響曲第5番をレコーディングした。この頃からNBC交響楽団のほかにアメリカではニューヨーク・フィルハーモニックやボストン交響楽団、イギリスではフィルハーモニア管弦楽団に頻繁に客演するようになった。
1953年と1954年にはザルツブルク音楽祭でウィーン・フィルハーモニー管弦楽団を指揮。モーツァルトの生誕200年にあたる1956年には「コジ・ファン・トゥッテ」の上演で演出も担当し、オペラ指揮者としての名声も高くなった。
1956年11月16日、病気療養で実質引退していたヴィクトル・デ・サバタの後任としてスカラ座の音楽監督に指名された。翌11月17日にスカラ座でブラームスの交響曲第1番などを指揮したコンサートが生涯最後のコンサートとなった。1週間後の11月24日、パリのオルリー空港からニューヨーク・フィルに客演するカンテッリも乗ったニューヨーク行きの航空機（アリタリア航空のDC-6、機体記号I-LEAD）が離陸に失敗、空港外れの畑に墜落してしまう。この墜落事故での生存者は2人であったが、収容所脱走の時と違い、この時のカンテッリは「奇跡の2人」の中に入ることはできなかった。
カンテッリが悲劇的な事故死を遂げた時、死の床にあったトスカニーニにはカンテッリの訃報が知らされなかった。トスカニーニは1957年1月16日、カンテッリの後を追うようにして亡くなった。1950年代前半のある時期、カンテッリと同世代の指揮者として目覚ましい躍進を遂げていたのが、2歳年上にあたるアメリカのレナード・バーンスタインだった。バーンスタインは、カンテッリが指揮するはずだったコンサートで代役を務めている。

## 演奏スタイル
トスカニーニは生前、カンテッリの指揮ぶりを評して「彼は私の若い頃に似ている」と述べているが、だからと言ってカンテッリの演奏スタイルの全てがトスカニーニのそれに直接リンクするわけではない（トスカニーニの若い頃、特にカンテッリと同年代の頃はレコード技術はヨチヨチ歩きであり、録音の音響での比較は不可能である）。
また、指揮姿を映した映像もほとんど残されていない。とはいえ、遺された録音や演奏評を総合すると、録音会場やオーケストラ楽員の腕の違いもあるだろうが、トスカニーニ以上に細部とバランスを重視し、内なる声をより響かせる演奏であったと言われている。アクセントのつけ方などもトスカニーニより明瞭だったとも言われる。イン・テンポ気味に指揮をするところはトスカニーニの発言を多少は裏付けていると言えるが、総じてはトスカニーニより現代的な指揮をしていたとも言える。
なお、トスカニーニと言えば例の「大爆発」も有名であるが、カンテッリを知る人々の証言によれば、実はカンテッリにも似たところがあったという。しかしながら、「トスカニーニよりかは押さえが利いていた」とも言われている。ある演奏会のリハーサルで一人の楽員がチューイングガムを食べながら参加しているのを見て泣き崩れた、というエピソードもある。これがトスカニーニならば「この楽員の運命は神のみぞ知る」といったところであっただろう。

## レコーディング
カンテッリは、少量ながらも価値の高い録音を残した。とりわけ、ベートーヴェンの交響曲第7番、ブラームスの交響曲第1番･第3番、フランクの交響曲ニ短調、ムソルグスキーの「展覧会の絵」、ラヴェルの小品やロッシーニの序曲が有名である（ベートーヴェンとフランク、ブラームス第3番は、数少ないステレオ音源が残されている）。1956年にスカラ座におけるモーツァルトの「コジ・ファン・トゥッテ」の上演も録音が残されている。近年、放送録音からNBC響やニューヨーク・フィルなどの数多くの音源が出回るようになった。

## グィード・カンテッリ国際指揮者コンクール
スカラ座主催でかつて開催されていた、カンテッリの名を冠した指揮者コンクールであり、主な優勝者にはエリアフ・インバル（1964年）、リッカルド・ムーティ（1967年）、井上道義（1971年）、ユベール・スダーン（1975年）らがいる。

## 外部リンク

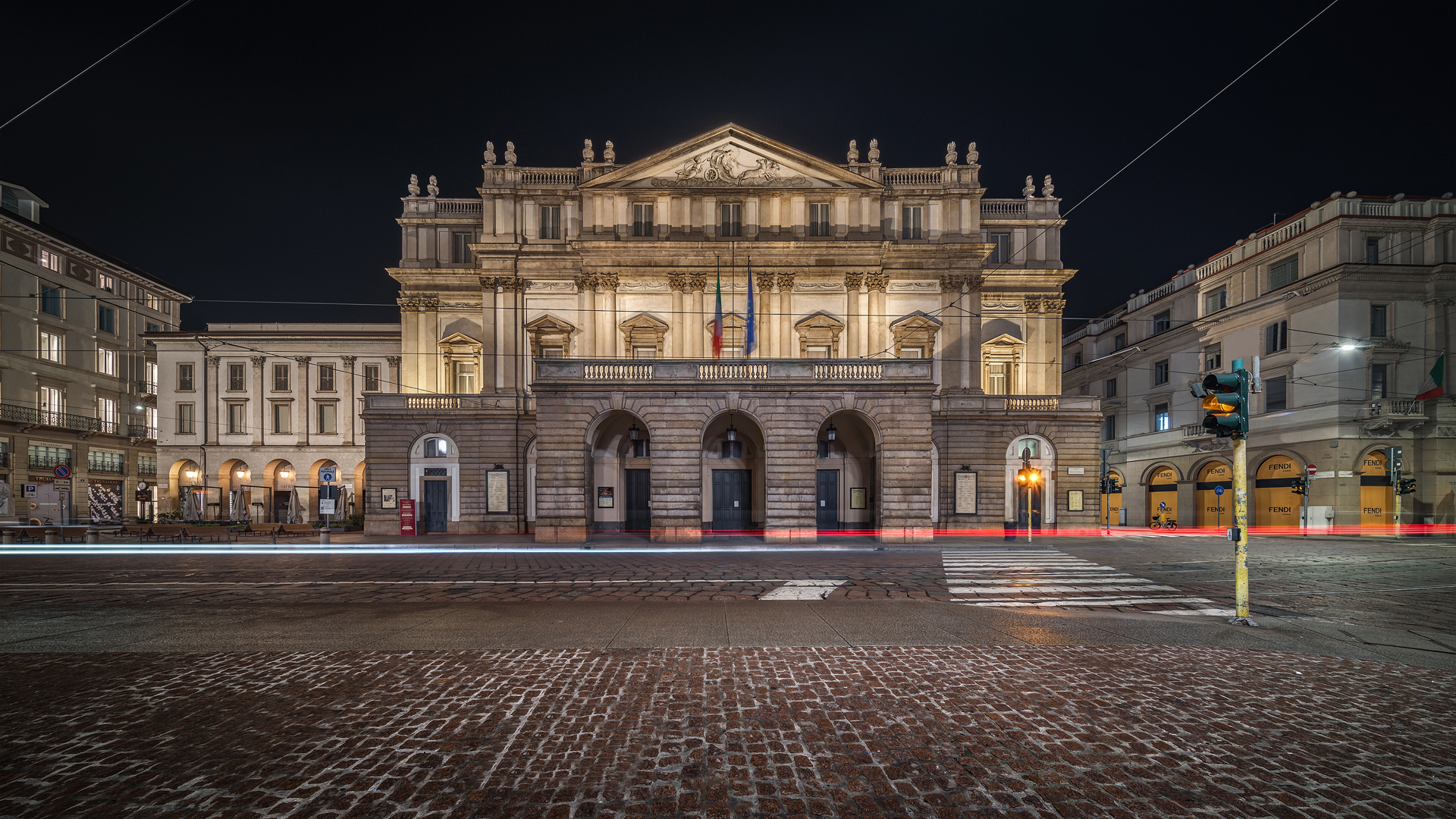
ミラノ・スカラ座